# Cens dels Estats Units del 1910

El Cens dels Estats Units del 1910, va ser el 13è cens dels Estats Units i va ser dirigit per l'Oficina del Cens dels Estats Units, determinà que la població resident als Estats Units era de 92.228.496 persones amb un increment del 21,0% respecte a les 76.212.168 persones enumerades en el cens de 1900.

## Rànquing estatal
| Rang | Estat              | Població  |
| ---- | ------------------ | --------- |
| 1    | Nova York          | 9,113,614 |
| 2    | Pennsilvània       | 7,665,111 |
| 3    | Illinois           | 5,638,591 |
| 4    | Ohio               | 4,767,121 |
| 5    | Texas              | 3,896,542 |
| 6    | Massachusetts      | 3,366,416 |
| 7    | Missouri           | 3,293,335 |
| 8    | Michigan           | 2,810,173 |
| 9    | Indiana            | 2,700,876 |
| 10   | Geòrgia            | 2,609,121 |
| 11   | Nova Jersey        | 2,537,167 |
| 12   | Califòrnia         | 2,377,549 |
| 13   | Wisconsin          | 2,333,860 |
| 14   | Kentucky           | 2,289,905 |
| 15   | Iowa               | 2,224,771 |
| 16   | Carolina del Nord  | 2,206,287 |
| 17   | Tennessee          | 2,184,789 |
| 18   | Alabama            | 2,138,093 |
| 19   | Minnesota          | 2,075,708 |
| 20   | Virgínia           | 2,061,612 |
| 21   | Mississipi         | 1,797,114 |
| 22   | Kansas             | 1,690,949 |
| 23   | Louisiana          | 1,656,388 |
| 24   | Arkansas           | 1,574,449 |
| 25   | Carolina del Sud   | 1,515,400 |
| 26   | Maryland           | 1,295,346 |
| 27   | Virgínia de l'Oest | 1,221,119 |
| 28   | Nebraska           | 1,192,214 |
| 29   | Washington         | 1,141,990 |
| 30   | Connecticut        | 1,114,756 |
| 31   | Colorado           | 799,024   |
| 32   | Florida            | 752,619   |
| 33   | Maine              | 742,371   |
| 34   | Oregon             | 672,765   |
| 35   | Dakota del Sud     | 583,888   |
| 36   | Dakota del Nord    | 577,056   |
| 37   | Rhode Island       | 542,610   |
| 38   | Nou Hampshire      | 430,572   |
| 39   | Montana            | 376,053   |
| 40   | Utah               | 373,351   |
| 41   | Vermont            | 355,956   |
| 42   | Idaho              | 325,594   |
| 43   | Delaware           | 202,322   |
| 44   | Wyoming            | 145,965   |
| 45   | Nevada             | 81,875    |